# 萨尔兰足球协会
萨尔兰足球协会（德語：Saarländischer Fußballverband）是德国足球总会下属的21个地方协会之一，现管辖有足球俱乐部387个，共计114,715名成员，并有2,954支球队参加各级别赛事。其总部设于萨尔州首府萨尔布吕肯的赫尔曼·诺伊贝格尔体育学院内。

## 历史沿革
萨尔兰足球协会由赫尔曼·诺伊贝格尔于1948年7月25日在苏尔茨巴赫成立，在当时被称为萨尔兰足球总会（Saarländischer Fußballbund），是萨尔保护领治下的国家性足球总会。从1950年至1956年，萨尔兰足总都是国际足联的独立成员，并拥有自己的国家队——萨尔兰足球代表队。后者曾参加过1954年世界杯预选赛，在面对西德和挪威的分组中最终以第二名的排位完赛。
萨尔兰足总在其短暂的历史中也曾参与过欧洲冠军杯：萨尔布吕肯足球俱乐部作为萨尔保护领的冠军球队参加了1955/56赛季欧洲冠军杯，并在第一轮中遭遇意大利球队AC米兰。他们先是在圣西罗客场以3比4告负，回到主场后又以1比4惨败而遭到淘汰。
在萨尔保护领于1957年1月1日加入联邦德国后，萨尔兰足总也随之从国际足联退出，从而成为德国足球总会的一份子。自1956年7月8日起，萨尔兰足球总会改称为萨尔兰足球协会，并与莱茵兰足球协会和德国西南足球协会一同归入西南足球区域协会。